# 田子成
田子成，蒙古帝国将领，先祖平阳赵城（今山西省洪洞县）人，迁居中山（定州），田嗣叔的二儿子。
他勇悍多智。跟随父亲攻城略地，身先士卒。对元帅田镇海说，留下俘虏中有工艺之人加以任用。镇海上奏，大汗同意。后来，粮饷不继，将要屠杀老弱和不习工艺之人，田子成又进言：“兵为拯救百姓于水火，临阵归降的，尚且不可杀，已经作为百姓的人再杀死，可以吗？让他们散居河北，使自食其力，足可以结好人心。”田镇海采纳。拯救了二千余家，号为种田户，窝阔台命其兄田子实为总管率领。田子成佩父亲之金符，为弘州人匠总管。后致仕。七十岁在家去世。谥号武康。其子田实、其孙田忠良。